# 猪苗代湖畔站
猪苗代湖畔站（日语：／ Inawashirokohan eki */?）位于福岛县耶麻郡猪苗代町大字壺楊，是东日本旅客铁道（JR東日本）管辖的磐越西线上的临时站、停业站。

## 历史
- 1986年7月20日 - 作为日本国有铁道临时站开业[1]。
- 1987年4月1日 - 国铁分割民营化后成为JR东日本车站。
- 2007年 - 取消列车停靠，成为停业站[2]。

## 车站结构
侧式站台1台1线的地上车站。

## 相鄰車站
東日本旅客鐵道
■磐越西線
上户－猪苗代湖畔－关都